# NBA Draft 2001
De NBA Draft 2001 was de 55e jaarlijkse basketbaldraft waarin NBA-ploegen jonge basketballers konden kiezen om voor hun ploeg uit te komen en vond plaats op 27 juni 2001 in Madison Square Garden. Kwame Brown die rechtstreeks uit High School kwam werd de eerste keuze in de eerste ronde door de Washington Wizards. Het was de laatste draft van de Vancouver Grizzlies want enkele weken later verhuisden ze naar Memphis en werden ze de Memphis Grizzlies. Het was ook de laatste draft voor de Charlotte Hornets want zij werden de New Orleans Pelicans. De Minnesota Timberwolves moesten hun eerste ronde draftpick aan zich voorbij laten gaan na overschrijdingen van het loonplafond. Acht spelers uit deze draft zouden nooit een wedstrijd spelen in de NBA.

## Draft
| Ronde | Pick | Speler                                                               | Positie                                                              | Nationaliteit                                                        | Team                                                                 | School / Club                                                        |
| ----- | ---- | -------------------------------------------------------------------- | -------------------------------------------------------------------- | -------------------------------------------------------------------- | -------------------------------------------------------------------- | -------------------------------------------------------------------- |
| 1     | 1    | Kwame Brown                                                          | PF                                                                   | Verenigde Staten                                                     | Washington Wizards                                                   | Glynn Academy                                                        |
| 1     | 2    | Tyson Chandler                                                       | C                                                                    | Verenigde Staten                                                     | Los Angeles Clippers                                                 | Dominguez HS                                                         |
| 1     | 3    | Pau Gasol                                                            | PF/C                                                                 | Spanje                                                               | Atlanta Hawks                                                        | Barcelona Bàsquet                                                    |
| 1     | 4    | Eddy Curry                                                           | C                                                                    | Verenigde Staten                                                     | Chicago Bulls                                                        | Thornwood HS                                                         |
| 1     | 5    | Jason Richardson                                                     | SG                                                                   | Verenigde Staten                                                     | Golden State Warriors                                                | Michigan State Spartans                                              |
| 1     | 6    | Shane Battier                                                        | SF                                                                   | Verenigde Staten                                                     | Vancouver Grizzlies                                                  | Duke Blue Devils                                                     |
| 1     | 7    | Eddie Griffin                                                        | PF                                                                   | Verenigde Staten                                                     | New Jersey Nets                                                      | Seton Hall Pirates                                                   |
| 1     | 8    | DeSagana Diop                                                        | C                                                                    | Senegal                                                              | Cleveland Cavaliers                                                  | Oak Hill Academy HS                                                  |
| 1     | 9    | Rodney White                                                         | SF/PF                                                                | Verenigde Staten                                                     | Detroit Pistons                                                      | Charlotte 49ers                                                      |
| 1     | 10   | Joe Johnson                                                          | SG                                                                   | Verenigde Staten                                                     | Boston Celtics                                                       | Arkansas Razorbacks                                                  |
| 1     | 11   | Kedrick Brown                                                        | SF                                                                   | Verenigde Staten                                                     | Boston Celtics                                                       | Okaloosa-Walton CC                                                   |
| 1     | 12   | Vladimir Radmanović                                                  | PF                                                                   | Servië en Montenegro                                                 | Seattle SuperSonics                                                  | KK FMP                                                               |
| 1     | 13   | Richard Jefferson                                                    | SF                                                                   | Verenigde Staten                                                     | Houston Rockets                                                      | Arizona Wildcats                                                     |
| 1     | 14   | Troy Murphy                                                          | PF                                                                   | Verenigde Staten                                                     | Golden State Warriors                                                | Notre Dame Fighting Irish                                            |
| 1     | 15   | Steven Hunter                                                        | C                                                                    | Verenigde Staten                                                     | Orlando Magic                                                        | DePaul Blue Demons                                                   |
| 1     | 16   | Kirk Haston                                                          | PF                                                                   | Verenigde Staten                                                     | Charlotte Hornets                                                    | Indiana Hoosiers                                                     |
| 1     | 17   | Michael Bradley                                                      | PF                                                                   | Verenigde Staten                                                     | Toronto Raptors                                                      | Villanova Wildcats                                                   |
| 1     | 18   | Jason Collins                                                        | C                                                                    | Verenigde Staten                                                     | Houston Rockets                                                      | Stanford Cardinal                                                    |
| 1     | 19   | Zach Randolph                                                        | PF                                                                   | Verenigde Staten                                                     | Portland Trail Blazers                                               | Michigan State Spartans                                              |
| 1     | 20   | Brendan Haywood                                                      | C                                                                    | Verenigde Staten                                                     | Cleveland Cavaliers                                                  | North Carolina Tar Heels                                             |
| 1     | 21   | Joseph Forte                                                         | SG                                                                   | Verenigde Staten                                                     | Boston Celtics                                                       | North Carolina Tar Heels                                             |
| 1     | 22   | Jeryl Sasser                                                         | SG                                                                   | Verenigde Staten                                                     | Orlando Magic                                                        | SMU Mustangs                                                         |
| 1     | 23   | Brandon Armstrong                                                    | SG                                                                   | Verenigde Staten                                                     | Houston Rockets                                                      | Pepperdine Waves                                                     |
| 1     | 24   | Raül López                                                           | PG                                                                   | Spanje                                                               | Utah Jazz                                                            | Real Madrid Baloncesto                                               |
| 1     | 25   | Gerald Wallace                                                       | SF                                                                   | Verenigde Staten                                                     | Sacramento Kings                                                     | Alabama Crimson Tide                                                 |
| 1     | 26   | Samuel Dalembert                                                     | C                                                                    | Canada                                                               | Philadelphia 76ers                                                   | Seton Hall Pirates                                                   |
| 1     | 27   | Jamaal Tinsley                                                       | PG                                                                   | Verenigde Staten                                                     | Vancouver Grizzlies                                                  | Iowa State Cyclones                                                  |
| 1     | 28   | Tony Parker                                                          | PG                                                                   | Frankrijk                                                            | San Antonio Spurs                                                    | Paris Basket Racing                                                  |
| 1     | 29   | Minnesota Timberwolves (overgeslagen door overschrijden loonplafond) | Minnesota Timberwolves (overgeslagen door overschrijden loonplafond) | Minnesota Timberwolves (overgeslagen door overschrijden loonplafond) | Minnesota Timberwolves (overgeslagen door overschrijden loonplafond) | Minnesota Timberwolves (overgeslagen door overschrijden loonplafond) |
| 2     | 30   | Trenton Hassell                                                      | SG                                                                   | Verenigde Staten                                                     | Chicago Bulls                                                        | Austin Peay Governors                                                |
| 2     | 31   | Gilbert Arenas                                                       | PG                                                                   | Verenigde Staten                                                     | Golden State Warriors                                                | Arizona Wildcats                                                     |
| 2     | 32   | Omar Cook                                                            | PG                                                                   | Verenigde Staten                                                     | Orlando Magic                                                        | St. John's Red Storm                                                 |
| 2     | 33   | Will Solomon                                                         | PG                                                                   | Verenigde Staten                                                     | Vancouver Grizzlies                                                  | Clemson Tigers                                                       |
| 2     | 34   | Brian Scalabrine                                                     | SF                                                                   | Verenigde Staten                                                     | New Jersey Nets                                                      | USC Trojans                                                          |
| 2     | 35   | Terence Morris                                                       | PF                                                                   | Verenigde Staten                                                     | Atlanta Hawks                                                        | Maryland Terrapins                                                   |
| 2     | 36   | Jeff Trepagnier                                                      | SG                                                                   | Verenigde Staten                                                     | Cleveland Cavaliers                                                  | USC Trojans                                                          |
| 2     | 37   | Damone Brown                                                         | SF                                                                   | Verenigde Staten                                                     | Philadelphia 76ers                                                   | Syracuse Orange                                                      |
| 2     | 38   | Mehmet Okur                                                          | C                                                                    | Turkije                                                              | Detroit Pistons                                                      | Anadolu Efes SK                                                      |
| 2     | 39   | Michael Wright                                                       | PF                                                                   | Verenigde Staten                                                     | New York Knicks                                                      | Arizona Wildcats                                                     |
| 2     | 40   | Earl Watson                                                          | PG                                                                   | Verenigde Staten                                                     | Seattle SuperSonics                                                  | UCLA Bruins                                                          |
| 2     | 41   | Jamison Brewer                                                       | PG                                                                   | Verenigde Staten                                                     | Indiana Pacers                                                       | Auburn Tigers                                                        |
| 2     | 42   | Bobby Simmons                                                        | F/G                                                                  | Verenigde Staten                                                     | Seattle SuperSonics                                                  | DePaul Blue Demons                                                   |
| 2     | 43   | Eric Chenowith                                                       | C                                                                    | Verenigde Staten                                                     | New York Knicks                                                      | Kansas Jayhawks                                                      |
| 2     | 44   | Kyle Hill                                                            | PG                                                                   | Verenigde Staten                                                     | Dallas Mavericks                                                     | Eastern Illinois Panthers                                            |
| 2     | 45   | Sean Lampley                                                         | SF                                                                   | Verenigde Staten                                                     | Chicago Bulls                                                        | California Golden Bears                                              |
| 2     | 46   | Loren Woods                                                          | C                                                                    | Verenigde Staten                                                     | Minnesota Timberwolves                                               | Arizona Wildcats                                                     |
| 2     | 47   | Ousmane Cisse                                                        | PF                                                                   | Mali                                                                 | Denver Nuggets                                                       | St. Jude HS                                                          |
| 2     | 48   | Antonis Fotsis                                                       | SF                                                                   | Griekenland                                                          | Vancouver Grizzlies                                                  | Panathinaikos BC                                                     |
| 2     | 49   | Ken Johnson                                                          | C                                                                    | Verenigde Staten                                                     | Miami Heat                                                           | Ohio State Buckeyes                                                  |
| 2     | 50   | Ruben Boumtje-Boumtje                                                | C                                                                    | Kameroen                                                             | Portland Trail Blazers                                               | Georgetown Hoyas                                                     |
| 2     | 51   | Alton Ford                                                           | PF                                                                   | Verenigde Staten                                                     | Phoenix Suns                                                         | Houston Cougars                                                      |
| 2     | 52   | Andre Hutson                                                         | PF                                                                   | Verenigde Staten                                                     | Milwaukee Bucks                                                      | Michigan State Spartans                                              |
| 2     | 53   | Jarron Collins                                                       | F/C                                                                  | Verenigde Staten                                                     | Utah Jazz                                                            | Stanford Cardinal                                                    |
| 2     | 54   | Kenny Satterfield                                                    | PG                                                                   | Verenigde Staten                                                     | Dallas Mavericks                                                     | Cincinnati Bearcats                                                  |
| 2     | 55   | Maurice Jeffers                                                      | SG                                                                   | Verenigde Staten                                                     | Sacramento Kings                                                     | Saint Louis Billikens                                                |
| 2     | 56   | Robertas Javtokas                                                    | C                                                                    | Litouwen                                                             | San Antonio Spurs                                                    | BC Rytas Vilnius                                                     |
| 2     | 57   | Alvin Jones                                                          | C                                                                    | Luxemburg                                                            | Philadelphia 76ers                                                   | Georgia Tech Yellow Jackets                                          |
| 2     | 58   | Bryan Bracey                                                         | SF                                                                   | Verenigde Staten                                                     | San Antonio Spurs                                                    | Oregon Ducks                                                         |

1947 · 1948 · 1949 · 1950 · 1951 · 1952 · 1953 · 1954 · 1955 · 1956 · 1957 · 1958 · 1959 · 1960 · 1961 · 1962 · 1963 · 1964 · 1965 · 1966 · 1967 · 1968 · 1969 · 1970 · 1971 · 1972 · 1973 · 1974 · 1975 · 1976 · 1977 · 1978 · 1979 · 1980 · 1981 · 1982 · 1983 · 1984 · 1985 · 1986 · 1987 · 1988 · 1989 · 1990 · 1991 · 1992 · 1993 · 1994 · 1995 · 1996 · 1997 · 1998 · 1999 · 2000 · 2001 · 2002 · 2003 · 2004 · 2005 · 2006 · 2007 · 2008 · 2009 · 2010 · 2011 · 2012 · 2013 · 2014 · 2015 · 2016 · 2017 · 2018 · 2019 · 2020 · 2021 · 2022 · 2023 · 2024